# Geologičeskaja (metropolitana di Ekaterinburg)
La stazione di Geologičeskaja (Геологическая) è una stazione della metropolitana di Ekaterinburg, sulla linea 1.

## Storia
La stazione di Geologičeskaja venne attivata il 30 dicembre 2002, contemporaneamente alla tratta da Ploščad' 1905 goda a Geologičeskaja della linea 1; rimase capolinea fino al 28 novembre 2011, quando venne attivato il prolungamento fino a Botaničeskaja.

## Strutture e impianti
Si tratta di una stazione sotterranea, con due binari – uno per ogni senso di marcia – serviti da una banchina ad isola.